# Siberia
Siberia – amerykański serial mockumentary, utrzymany w konwencji programów reality show typu Ryzykanci i Wyprawa Robinson.
W Polsce serial nadawany jest na kanale Tele 5.

## Fabuła
Szesnaścioro zawodników trafia do syberyjskiej tajgi z nadzieją wygrania nagrody w wysokości 500 tys. dolarów. Nieoczekiwana śmierć jednego z zawodników przeraża ich, uznają ją jednak za wypadek i postanawiają kontynuować program. Dziwne wydarzenia nie ustają, a gdy wezwana pomoc nie przybywa po rannego zawodnika, wszyscy zdają sobie sprawę, że zostali porzuceni przez ekipę i zdani są tylko na siebie. Z czasem zaczyna dochodzić do kolejnych nietypowych wydarzeń, przypominających te, które (według scenarzystów) rozegrały się w tym miejscu sto lat wcześniej w związku z katastrofą tunguską.

## Realizacja
Zdjęcia do serialu realizowano w Birds Hill Provincial Park w Winnipeg.
Premiera pierwszego odcinka w Stanach Zjednoczonych miała miejsce 1 lipca 2013 roku na antenie NBC.
Pierwsza seria spotkała się w większości z pozytywnym przyjęciem zarówno krytyków, jak i widzów. Średnia widzów na odcinek wynosiła około 2.03 miliona. Emisja pierwszej serii zakończyła się 16 września 2013 roku.

## Obsada
| Postać   | Aktor               | Zawód                   | Pochodzenie                       |
| -------- | ------------------- | ----------------------- | --------------------------------- |
| Carolina | Joyce Giraud        | barmanka                | Kolumbia (Bogotá)                 |
| Johnny   | Johnny Wactor       | zawodnik rodeo          | Stany Zjednoczone (Jedburg)       |
| Daniel   | Daniel Sutton       | programista komputerowy | Stany Zjednoczone (Royalton)      |
| Neeko    | Neeko O. J. Skervin | zawodowy rugbysta       | Wielka Brytania (Londyn)          |
| Sam      | Sam Dobbins         | ochroniarz              | Stany Zjednoczone (Nowy Jork)     |
| Sabina   | Sabina Akhmedova    | emerytowany żołnierz    | Izrael (Hajfa)                    |
| Esther   | Esther Anderson     | modelka                 | Australia (Melbourne)             |
| Miljan   | Miljan Milošević    | dyskdżokej              | Czarnogóra (Podgorica)            |
| Annie    | Anne-Marie Mueschke | grafik                  | Stany Zjednoczone (Nowy Orlean)   |
| Irene    | Irene Szuchun Yee   | projektantka mody       | Tajwan (Tajpej)                   |
| Natalie  | Natalie Scheetz     | pomocnik weterynarza    | Stany Zjednoczone (Santa Barbara) |
| Jonathon | Jonathon Buckley    | prowadzący program      |                                   |
| Victoria | Victoria Hill       | sprzedawca              | Kanada (Winnipeg)                 |
| George   | George Dickson      | księgowy                | Stany Zjednoczone (Louisville)    |
| Tommy    | Tommy Mountain      | ekoaktywista            | Stany Zjednoczone (Boston)        |
| Berglind | Berglind Icey       | dziennikarka            | Islandia (Reykjavík)              |
| Harpreet | Harpreet Turka      | absolwent               | Stany Zjednoczone (Waszyngton)    |

## Odcinki
| Seria | Seria | Odcinki | Oryginalna emisja | Oryginalna emisja | Data wydania DVD | Data wydania DVD | Data wydania DVD |
| Seria | Seria | Odcinki | Premiera serii    | Finał serii       | Region 1         | Region 2         | Region 4         |
| ----- | ----- | ------- | ----------------- | ----------------- | ---------------- | ---------------- | ---------------- |
|       | 1     | 11      | 1 lipca 2013      | 15 września 2013  | —                | —                | —                |

### Seria pierwsza
| Nr | Tytuł                    | Reżyseria                                     | Scenariusz                   | Premiera         |
| -- | ------------------------ | --------------------------------------------- | ---------------------------- | ---------------- |
| 1  | Pilot                    | Matthew Arnold                                | Matthew Arnold               | 1 lipca 2013     |
| 2  | A Question of Reality    | Matthew Arnold                                | Travis Rooks                 | 8 lipca 2013     |
| 3  | Lyin’ and Tiger and Bare | Matthew Arnold                                | Odin Shafer, Andrew Adair    | 15 lipca 2013    |
| 4  | Fire in the Sky          | Matthew Arnold                                | Dorian Hess                  | 29 lipca 2013    |
| 5  | What She Said            | Matthew Arnold                                | David Poster                 | 5 sierpnia 2013  |
| 6  | Out of the Frying Pan    | Matthew Arnold                                | Matthew Arnold, Odin Shafer  | 12 sierpnia 2013 |
| 7  | First Snow               | Slava N. Jakovleff, Herbert James Winterstern | Matthew Arnold, Shaun Hudson | 19 sierpnia 2013 |
| 8  | A Gathering Fog          | Slava N. Jakovleff, Herbert James Winterstern | Brian Rrost                  | 26 sierpnia 2013 |
| 9  | One by One               | Slava N. Jakovleff, Herbert James Winterstern | Matthew Arnold, Brian Frost  | 2 września 2013  |
| 10 | Strange Bedfellows       | Slava N. Jakovleff, Herbert James Winterstern | Shaun Hudson, Andrew Adair   | 9 września 2013  |
| 11 | ...Into the Oven         | Herbert James Winterstern, Matthew Arnold     | Travis Rooks, Matthew Arnold | 16 września 2013 |